# Жінки-підприємниці

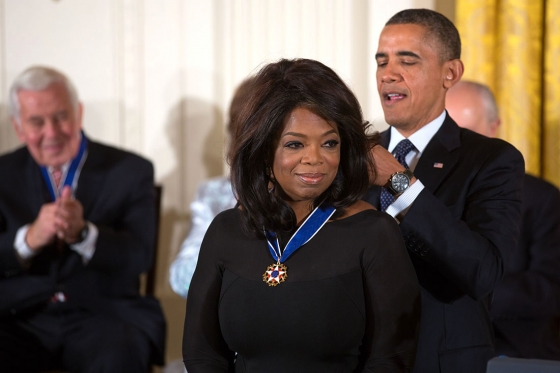
Американська підприємниця Опра Вінфрі отримала президентську медаль свободи від президента США Барака Обами у 2013 році

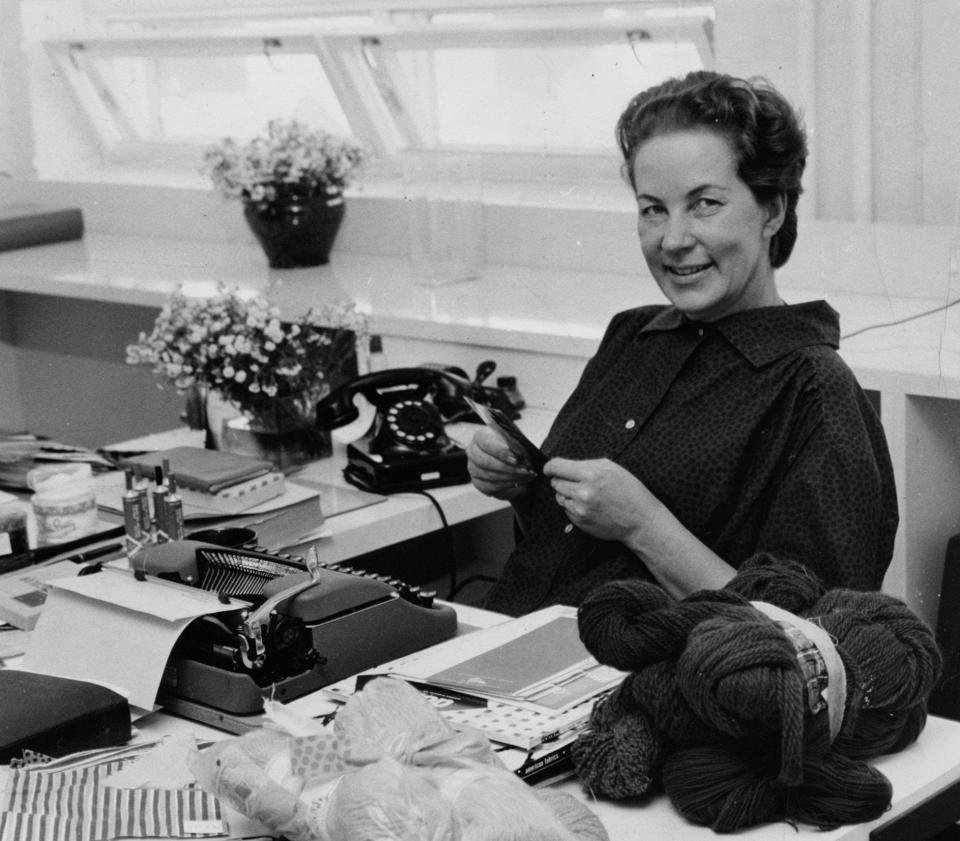
Фінська підприємниця Армі Ратія (1912—1979), засновниця «Маримекко» — виробника текстилю та прикрас дому

Жінки-підприємиці — це жінки, які розпочали власну справу і керують бізнесом. У США жіноче підприємництво зростає з ХХ століття: у 1997 році частка власності жінок в американському бізнесі становила 26 %, а у 2012-му — майже 36 %. Прикладом американських підприємниць є Діана Гендрікс, Мег Вітман та Опра Вінфрі.

## Історія
Термін підприємець, що позначає осіб, які мають ідеї щодо продуктів та / або послуг, які вони втілюють у бізнес, раніше був зарезервований для чоловіків.
До ХХ століття жінки керували малим бізнесом, щоб мати додаткове джерело доходів. Часто таким чином вони намагалися уникнути бідності або ж забезпечували себе після втрати чоловіка. У той час такі ініціативи не вважали підприємницькими — багато жінок все ж зосереджувалися на домашніх обов'язках. Наприклад, маючи значні бар'єри на шляху до освітніх можливостей та працевлаштування, чорношкірі жінки змушені були займатися низькооплачуваною роботою та домашнім господарством. В результаті вони займали підприємницькі ніші в шитті одягу, догляді за волоссям, хатній роботі та акушерстві. Нижчий рівень доходу, обмежений доступ до капіталу і расова дискримінація були та лишаються бар'єрами для жінок.
Жінки стали більш активними у діловому світі лише після того, як образ жінки у бізнесі став привабливим для широкої громадськості; однак це зовсім не означає, що до цього часу не було підприємиць. У 17 столітті голландські колоністи в Нью-Йорку жили у частково матріархальному суспільстві, де багато жінок успадкували гроші та землі, і завдяки цій спадщині стали власницями бізнесу. Однією з найуспішніших жінок цього часу була Маргарет Гарденбрук Філіпс, купчиня-власниця суден, що займалася торгівлею.
В середині 18 століття серед жінок було популярно володіти тавернами та роздрібними магазинами. Деякі заклади, наприклад, борделі, мали погану репутацію, і було ганебним займатися такою справою. Суспільство не схвалювало жінок, які займалися бізнесом; вважалося, що це позбавляло жінок ніжності та лагідності. Попри несхвалення суспільства, такі підприємиці, як Ребекка Лукенс, активно працювали. У 1825 році Лукенс почала керувати сімейним бізнесом — заводом металевих виробів та цвяхів, і згодом перетворила його на прибутковий бізнес.
У 1900-х, через прогресивніший спосіб мислення та зростання фемінізму, підприємиці стали прийнятими громадськістю і досягали успіхів. Жінки отримали право голосу в 1920 році, а через два роки Клара та Лілліан Вестропп започаткували інститут жіночих заощаджень і позики для поширення фінансової грамотності. З розвитком суспільства підприємиці ставали більш впливовими. Жінки пристосовувалися до змін: мадам Сі Джей Вокер скористалася бумом текстильної промисловості та розвитком залізниць і телеграфів і успішно продала засоби для догляду за волоссям, ставши першою афроамериканською жінкою-мільйонеркою. Керрі Крофорд Сміт була власницею агентства з працевлаштування, відкритого в 1918 році, і допомагала багатьом жінкам, надаючи їм можливість працювати.